# 大学宇宙工学コンソーシアム
大学宇宙工学コンソーシアム（だいがくうちゅうこうがくコンソーシアム、英称 University Space Engineering Consortium）は大学生・高等専門学校学生による実践的な宇宙工学活動を支援することを目的とするNPO法人。UNISEC（ユニセック）と略称される。東京都文京区

## 概要
2001年設立の「大学衛星コンソーシアム」と1999年設立の「ハイブリッドロケット研究会」を2002年4月に統合し、設立。2003年2月に東京都よりNPO法人格を認められた。
人材育成・技術開発・アウトリーチ活動を3つのミッションとして掲げており、主に以下の取組みを行っている。
- 宇宙機関等からの研究開発資金の分配
- 宇宙機器・メーカー等からの技術支援窓口
- 周波数獲得・法的問題への共同での取り組み
- 安全問題への共同での取り組み
- 打上げ機会の探査
- メンバー大学・高専の技術交流、共同開発、共同購入
- シンポジウム・ワークショップ・セミナーの開催・学会派遣
- 地域との交流事業、アウトリーチ活動

CAMUIロケットの開発を行なう北海道大学、北海道工業大学や、CubeSatを開発している東京大学 中須賀研究室、東京工業大学 松永研究室などの各大学・高専の研究室や東海大学学生ロケットプロジェクトなどの学生団体などがメンバーとして加盟しており、2016年現在、50の参加校ならびに70団体が加盟している。毎年7月に東京で総会を開いているほか、能代宇宙イベントやCanSatをはじめとするイベントを運営している。
2010年には、金星へのフライバイを計画してUNITEC-1（愛称「しんえん」）をH-IIAロケット17号機により打ち上げた。電波の受信・解読は難航したが、金星近傍を飛行したものと推測されている。

## 加盟大学・高専・大学校
北海道・東北
秋田大学、東北大学、北海道科学大学、北海道大学、室蘭工業大学
関東
神奈川工科大学、神奈川大学、慶應義塾大学、工学院大学、芝浦工業大学、湘南工科大学、創価大学、多摩美術大学、千葉工業大学、筑波大学、帝京大学、電気通信大学、東海大学、東京科学大学、東京大学、東京電機大学、都立産業高専、東京都立大学、東京農工大学、東京理科大学、日本大学、早稲田大学、防衛大学校
中部
名古屋大学、新潟大学、愛知工科大学、愛知工業大学、静岡大学、中部大学
近畿
大阪産業大学、大阪公立大学、京都大学、近畿大学、神戸大学、立命館大学
中国・四国
高知工科大学、徳島大学、鳥取大学、福山大学
九州
九州工業大学、九州大学、日本文理大学